# Brodieabces
Een brodieabces is een vorm van subacute osteomyelitis, waarbij er abcesvorming optreedt in het bot. Een brodieabces kan zich vormen op verschillende plaatsen in verschillende botten van het lichaam maar lijkt een voorkeur te hebben voor de lange beenderen van de ledematen. De metafyse van het scheenbeen is de bekendste locatie waar dit zich voordoet.

## Ziektebeeld
De meest voorkomende klacht is milde tot matige gelokaliseerde pijn die continu of wisselend van aard kan zijn. Meestal is er geen (of minimaal) functieverlies van het aangedane lichaamsdeel. Ernstige symptomen ontbreken gewoonlijk volledig en er is ook geen sprake van een voorgaande acute ziekte.
Bij lichamelijk onderzoek kan lokale gevoeligheid voorkomen, maar slechts een enkele keer worden er aanwijzingen vastgesteld die wijzen op een ontsteking, zoals lokale roodheid, zwelling of warmte.
Wegens dit vrij algemene en milde ziektebeeld duurt het even voordat de patiënt de dokter opzoekt en is er dus een lang interval tussen het optreden van de eerste symptomen en de uiteindelijke diagnose en de start van de behandeling.

## Ontstaan
Subacute osteomyelitis ontstaat hematogeen, dat wil zeggen doordat micro-organismen het bot via het bloed bereiken vanuit een andere plek in het lichaam.
Het verantwoordelijke organisme is meestal een coagulase-positieve stafylokok, de Staphylococcus aureus. Andere stafylokokken, streptokokken, pseudomonas en Haemophilus influenzae komen ook voor maar in mindere mate. In een groot aantal van de gevallen kan niet met zekerheid vastgesteld worden welk organisme de oorzaak is.
In het geval van een brodieabces ontwikkelt zich een situatie waar de bacteriën en de immuunrespons van de patiënt met elkaar in evenwicht zijn. Door de inkapseling is het abces volledig gescheiden van andere weefsels en daardoor heeft de patiënt geen algemeen 'ziek-gevoel'.